# Etusa
En la mitología griega, Etusa (en griego, Αἵθουσα) es hija de Poseidón y Alcíone. Apolo se enamoró de ella y la gozó en las faldas del Parneto, y con el paso del tiempo le daría un hijo: Eleuter.

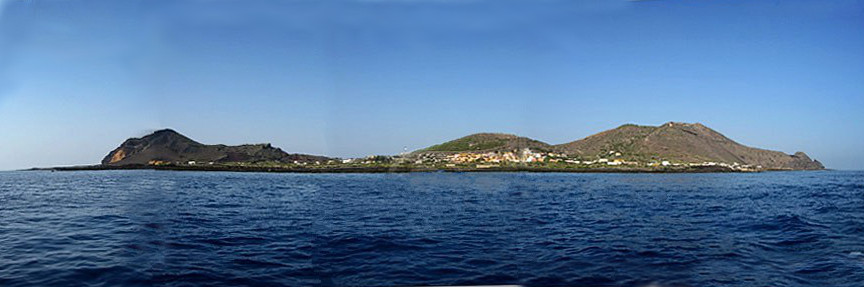
Linosa

La palabra «etusa» se usaba como adjetivo de un pórtico que estaba «abierto al sol», porque se asociaba al dios Apolo con el sol.
Según cuenta Plinio el viejo en su Naturalis Historia, Etusa es también el personaje epónimo de la isla siciliana que hoy se conoce como Linosa, una de las tres Islas Pelagias.